# SNCF CC 80000
Die Lokomotiven der Baureihe CC 80000 der französischen Staatsbahn SNCF wurden als Prototypen mit Gasturbinenantrieb in zwei Exemplaren in den Jahren 1959 bis 1961 gebaut. Hersteller der beiden Maschinen war das Werk für Eisenbahnfahrzeuge des Unternehmens Renault in Villeneuve-Saint-Georges.

## Vorgeschichte
Der französische Automobilhersteller Renault nahm nach dem Ersten Weltkrieg den Bau von Schienenfahrzeugen auf. Gruben- und Kleinlokomotiven sowie Triebwagen entstanden zunächst in dessen Stammwerk in Boulogne-Billancourt. 1949 kaufte das Unternehmen eine Fabrik in Choisy-le-Roi, der Bahnbereich wurde von der Île Seguin in deren Anlagen in Villeneuve-Saint-Georges verlagert. In den Jahren 1952/53 entwickelte Renault mit den Typen 5040 und 5070 auch große Diesel- und Gasturbinenloks.
Durch den Einsatz von Gasturbinen erhofften sich zahlreiche Eisenbahngesellschaften Leistungssteigerungen bei Triebfahrzeugen. Bereits 1948 hatte die US-amerikanische Union Pacific Railroad von den Firmen American Locomotive Company (ALCO) und General Electric mit der GE 101 eine so ausgerüstete Lokomotive erhalten. Bis 1961 wurden an das Bahnunternehmen weitere 55 gasturboelektrische Maschinen ausgeliefert, bei denen mittels Gasturbinen der Strom für die elektrischen Fahrmotoren erzeugt wurde.
Mit der vierachsigen 040 GA 1 (Typ 5070) stellte Renault 1953 eine erste französische Gasturbinenlok auf die Schienen.

## Einsatz als Gasturbinenlokomotiven

Pescara-Freikolbenmaschine (oben) und Gasturbine

Als Typ 5050 verließ im April 1959 erneut eine Gasturbinenlokomotive die Werkshallen von Renault. Der sechsachsigen Maschine mit der Bezeichnung 060 GA 1 folgte zwei Jahre später die Schwesterlokomotive 060 GA 2. Beide wurden von der SNCF angemietet und erhielten am 1. Januar 1962 die Betriebsnummern CC 80001 und CC 80002.
Die 1958 entwickelten Loks wurden mit Kerosin betrieben, vom Antrieb her waren sie eine doppelte 040 GA 1. Als Gaserzeuger dienten zwei in Lizenz gebaute Freikolbenmaschinen der Bauart Pescara GS 34, die mit Rateau-Gasturbinen gekoppelt waren. Die beiden dreiachsigen Drehgestelle stammten von der Compagnie des ateliers et forges de la Loire (CAFL), die Kraftübertragung auf die sechs Antriebsachsen erfolgte mechanisch mittels Kardanwellen. Dank dieser Anordnung war es möglich, die Lokomotiven ggf. mit nur einem Antriebsstrang zu bewegen. Sie unterschieden sich hauptsächlich durch die unterschiedlichen Kupplungen zwischen Gasturbine und Getriebe: mechanisch (von Renault) bei der GA 1, elektromagnetisch (von Sulzer) bei der GA 2.
Die GA 1 wurde umgehend an die SNCF verliehen, sie wurde in Nantes stationiert und im Département Vendée eingehend getestet. 1960 wurde sie in das Bahnbetriebswerk Achères umbeheimatet und zwischen Paris und Cherbourg im Streckendienst eingesetzt. Nach der Auslieferung der GA 2 kamen beide Maschinen nach La Rochelle. Im Betrieb erreichten sie die prognostizierte Leistung nicht, sie bewegte sich bei maximal 1500 PS – wenig für Lokomotiven mit zwei Antriebsanlagen. Zudem wurde die Geräuschentwicklung der Gasturbinen als störend empfunden, und die Gasgeneratoren erwiesen sich als störanfällig. Die Loks kamen nicht vor Reisezügen, sondern ausschließlich im Eilgüterverkehr zwischen Nantes und Bordeaux zum Einsatz, wo häufiges Anfahren und Beschleunigen vermieden werden konnten.
Die Probleme mit den Gaserzeugern führten dazu, dass die CC 80002 bereits im Mai 1962 schadhaft aus dem Verkehr gezogen wurde. Im Februar 1963 schieden die beiden Lokomotiven endgültig aus dem Betrieb, sie wurden an Renault zurückgegeben und dort abgestellt. Mit diesem Misserfolg endete Renaults Engagement im Lokomotivbau, die SNCF favorisierte fortan einmotorige Diesellokomotiven.

## CC 80001 als Diesellokomotive
Anfang der 1960er Jahre wollte die Compagnie de chemins de fer départementaux (CFD), die neben ihrer Tätigkeit als Betreiber von Eisenbahn-Nebenstrecken in Montmirail Diesellokomotiven baute, die Eignung ihres „Asynchro“-Getriebes auch im höheren Leistungsbereich demonstrieren. Bereits 1959 hatte sie mit der 433 F (BB 60001 bei der SNCF) eine derartige, 355 kW leistende Maschine gebaut. Statt selbst eine Großdiesellok zu entwickeln, griff die CFD auf die nicht mehr genutzten CC 80000 zurück. Dabei diente die CC 80002 nur noch als Ersatzteilspender und wurde in den frühen 1970er Jahren verschrottet.
Die CC 80001 mit dem Spitznamen „Belphégor“ behielt ihren Kasten, die Drehgestelle und die mechanische Kraftübertragung. Sie erhielt ein drittes Spitzenlicht über den Frontfenstern und ein Zweitonhorn, das helle Blau der ursprünglichen Lackierung wurde durch einen dunkleren Farbton ersetzt. Die in der Mitte des Wagenkastens befindlichen Türen wurden verschweißt.
Zwei Dieselmotoren des Typs SEMT Pielstick 12PA4, die jeweils 1100 kW bei 1550/min leisteten, traten an die Stelle der Gasturbine. Die Asynchro-Getriebe, die beim Kupplungsvorgang vom Motor wie auch von den Antriebswellen getrennt wurden, wiesen jeweils acht Gänge für jede Fahrtrichtung auf. Der Schaltvorgang, der manuell wie automatisch erfolgen konnte, geschah bei – innerhalb von weniger als einer Sekunde – stillstehenden Zahnrädern, was jedoch zu einer ruckelnden Fahrweise führen konnte. Daher fand er für beide Motoren zeitlich versetzt statt.
Zweck des Umbaus war nicht, mit den bereits laufenden Bestellungen von leistungsstarken Diesellokomotiven (A1AA1A 68000 und BB 67000) zu konkurrieren. Die SNCF sollte vielmehr von den Vorzügen des von der CFD entwickelten Asynchro-Getriebes für künftige Maschinen überzeugt werden. Immerhin lag damit der Wirkungsgrad des Dieselmotors bei 95 % gegenüber 80 % beim dieselelektrischen Antrieb. Zudem waren die Asynchro-Lokomotiven im Vergleich leichter und wartungsfreundlicher als dieselelektrische Loks, die Kraftstoffersparnis betrug 20 %.
Von Juli 1967 bis Frühjahr 1968 wurde die umgebaute Lok im Morvan vor schweren Güterzügen erprobt. Die positiven Resultate bewogen die CFC, sie der SNCF als Mietlokomotive anzubieten. Mit von der Schwestermaschine gewonnenen Ersatzteilen wurde die CC 80001 im Juni jenes Jahres nach Caen beheimatet. In Umlaufplänen der A1AA1A 68000 wurde sie vom Pariser Bahnhof Saint-Lazare aus vor Schnellzügen, Eilgüterzügen und Güterzügen eingesetzt. Sie erwies sich als zuverlässig, zog in der Ebene 955 t schwere Züge mit 128 km/h und auf Rampen von 10 ‰ 580 t mit 81 km/h. Die SNCF hatte jedoch bereits die einmotorige Baureihe CC 72000 geordert und an zweimotorigen Lokomotiven kein Interesse mehr.
1972 wurde die Lok nach Argentan umbeheimatet. In der Relation Paris-Cherbourg ersetzte sie problemlos eine Doppeltraktion der Baureihe BB 67000, zwischen Paris und Granville eine solche der Baureihe A1AA1A 68000. Größter Nachteil war das Fehlen eines Heizkessels, weshalb für die Heizung von Reisezügen hinter ihr ein Heizwagen eingereiht werden musste. Aus diesem Grund verlor sie 1976 die Leistungen im hochwertigen Reiseverkehr. Der Bruch einer Antriebswelle führte ein Jahr später zu ihrer vorläufigen Abstellung, da weder die SNCF noch die CFD Interesse an der kostspieligen Reparatur hatten. Zu diesem Zeitpunkt hatte sie insgesamt 1.200.000 km zurückgelegt.
Wider Erwarten wurde die Maschine bis August 1978 in Montmirail instand gesetzt und an das Gleisbauunternehmen Desquenne & Giral (D&G) übergeben. In orange-weißem Lack kam sie unter anderem auf der Baustelle der Schnellfahrstrecke LGV Sud-Est im Schotter- und Schienentransport zum Einsatz. 1985 wurde sie angesichts anstehender Revisionen endgültig stillgelegt und durch schwächere, aber mehrfachtraktionsfähige Lokomotiven der DB-Baureihe V 200.0 ersetzt.

## Verbleib
Die CC 80001 ist erhalten und wird von Renault in Flins-sur-Seine für museale Zwecke aufbewahrt. Sie blieb Eigentum von D&G, die Firma wünscht die Beibehaltung der entsprechenden Lackierung.